# StarParks
StarParks was van 2004 tot 2010 een verzameling van attractieparken in Europa. De parken waren eigendom van Palamon Capital Partners, een Britse investeringsmaatschappij.

## Parken
Tot StarParks behoorden zeven van de acht parken van de voormalige Six Flags European Division, de Europese tak van het Amerikaanse Six Flags, dat zich in 2004 terugtrok uit Europa en zijn parken van de hand deed. Dit waren de parken uit de voormalige Walibi Group, samen met een van de twee Warner Bros-parken:
- Bellewaerde
- Walibi Belgium
- Walibi Holland
- Walibi Sud-Ouest
- Walygator Parc (toen Walibi Lorraine)
- Walibi Rhône-Alpes
- Movie Park Germany (toen Warner Bros. Movie World Germany)

Noot: Parque Warner Madrid (toen Warner Bros. Movie World Madrid), het achtste park van de Six Flags European Divison, werd niet verkocht aan Palamon.

## Reden van aankoop
De vorige eigenaar van de parken was de Amerikaanse pretparkengroep Six Flags, die deze in 2004 terugtrok uit Europa. Terwijl in de Verenigde Staten attractieparken vooral op adolescenten zijn gericht, worden in Europa de pretparken meer door families bezocht. Dit strookte niet met de visie van Six Flags, waardoor de Six Flags European Division zeer verlieslatend werd. De Europese tak van Six Flags, op Parque Warner Madrid na, werd verkocht aan het Britse bedrijf Palamon Capital Partners, die de parken bundelde onder de naam StarParks.
Palamon Capital Partners was niet bedoeld als eigenaar voor lange duur, maar moest de zwaar verlieslatende Six Flags European Division er weer bovenop helpen.

## Verkoop
Palamon slaagde in zijn opzet en maakte de parken opnieuw winstgevend.

### Voormalige Walibi Group-parken
In 2006 verkocht Palamon vijf van de parken door aan Compagnie des Alpes, dit keer een Franse investeringsmaatschappij. Het betreft de parken Bellewaerde, Walibi Belgium, Walibi Holland, Walibi Sud-Ouest en Walibi Rhône-Alpes.
StarParks besliste om Walibi Lorraine af te splitsen van de andere Walibiparken. Het park werd overgenomen door regionale investeerders en ging onafhankelijk verder met twee eigenaars, Didier en Claude Le Douarin, vooral bekend uit het kermismilieu. Het park kreeg een make-over: de oranje kangoeroe van Walibi verdween uit het parkbeeld en maakte plaats voor een groene krokodil, en het park kreeg een nieuwe naam: Walygator Parc.

### Movie Park Germany
Movie Park Germany bleef voorlopig als enige park nog in handen van Palamon. Het was als enige van de groep nog steeds niet winstgevend, en er deden ideeën de ronde om het park te sluiten. Uiteindelijk gebeurt dat toch niet dankzij Wouter Dekkers. Hij liet het park een serieuze inhaalslag maken en slaagde erin om ook dat park weer winstgevend te maken. In mei 2010 werd het park overgenomen door de Spaanse investeringsmaatschappij Parques Reunidos. Daarmee was het laatste park van StarParks de deur uit.
Uiteindelijk heeft Palamon Capital Partners de parken verkocht voor in totaal 2,3 keer de prijs als waaraan ze de Six Flags European Division had aangekocht.